# Forlanini F.4
Les Forlanini F.4 et F.5 sont des dirigeables militaires italiens construits en 1915 et 1917. C'est la quatrième série de dirigeables semi-rigides construits par la jeune entreprise Forlanini - Leonardo da Vinci. Le F.4 effectuera son premier vol en 1915, le F.5 en 1917 et leur mise en service fut immédiate.

## Histoire
Vu le succès et la publicité retentissante liée à l'exploit lié à son premier dirigeable, le Forlanini F1 (Leonardo da Vinci), qu'il a étudié et construit sur ses fonds propres, Enrico Forlanini entreprend sans attendre la réalisation d'un projet plus ambitieux, le Forlanini F.2 (Città di Milano). Des fonds sont levés à travers une souscription nationale, comme l'avait fait son concurrent allemand Ferdinand von Zeppelin. Les principaux donateurs sont la ville de Milan, la Fondation Cariplo et l'armée italienne. Forlanini reçoit ensuite une commande du Gouvernement britannique pour trois appareils d'un nouveau modèle, le Forlanini F.3 (Città di Milano 2). Le dirigeable F.3, était assez peu différent du F.2. La construction du premier exemplaire débuta immédiatement mais à cause du déclenchement de la Première Guerre mondiale, Forlanini ne put livrer ce premier dirigeable. Quasiment en même temps que l'usine de Milan enregistrait la commande britannique, le Gouvernement du Roi d'Italie passait aussi une commande de trois appareils différents, les Forlanini F.4, F.5 et F.6. 
Les trois appareils italiens furent utilisés lors de la Première Guerre mondiale par le Regio Esercito et la Regia Marina pour des missions de reconnaissance et des bombardements nocturnes,.

## Caractéristiques
Les dirigeables F.4 et F.5 font partie de la classe M des dirigeables italiens, la classe la plus courante utilisée pendant la Première Guerre mondiale par le Regio Esercito, l'armée royale italienne.
Le F.4 dispose d'un ballon de 15 000 m3 d'hydrogène et le F.5 de 17 783 m3. Ils disposaient tous les deux de 4 moteurs Fiat S.76-A développant 350 ch chacun. Ils ont été utilisés durant la Première Guerre mondiale et retirés du service dès la fin du conflit.